# إميل فريد
إميل فريد (بالإنجليزية: Emil Freed)‏ هو أمين الأرشيف أمريكي، ولد في 25 يونيو 1901 في نيويورك في الولايات المتحدة، وتوفي في 4 ديسمبر 1982 في كاليفورنيا في الولايات المتحدة.